# Продолжение следует
«Продолжение  следует» — третий студийный альбом Евгения Маргулиса, записанный в 2007 году.

## Об альбоме
В течение 2007 года альбом прошёл широкую презентацию. Один из концертов, состоялся 16 ноября 2007 года в киноконцертном зале «Мир», на Цветном бульваре в Москве. В 2009 году на лейбле Sploshnoff Music Group вышла DVD-версия этого концерта Евгения Маргулиса с его постоянной сопровождающей группой и камерным оркестром «Kremlin» под управлением Михаила Рахлевского. DVD-диск под названием «Письма» содержит полную версию концерта — 22 песни + эксклюзивное интервью Евгения на тему данного проекта. Выпущен также и Blu-Ray.
«Мэри Джейн» — так на жаргоне называют марихуану. В песне «Мэриджейнимэриэнн» речь идёт не только о многочисленных сексуальных похождениях Маргулиса, но и о приёме наркотических веществ, о чём автор с ностальгией вспоминает. Это также относится к песне «Трава», на видео упомянутого концерта исполнитель заявил, что название пришло к нему в голову после увиденного рекламного щита (билборд), на котором было написано «План Путина».
13 февраля 2008 года Евгений Маргулис в Барнауле, на концерте группы «Машина времени», подарил компакт-диск «Продолжение следует» первому вице-премьеру и кандидату в президенты России Дмитрию Медведеву.

## Список композиций
Слова и музыка песен — Евгений Маргулис, если не указано иное.
1. «Мэриджейнимэриэнн» (4:36) (Е. Маргулис — Е. Маргулис, Ольга Ципенюк)
2. «Не плачь обо мне» (Е. Маргулис — А. Макаревич) (4:56)
3. «Спой со мной» (3:58)
4. «Трава» (3:40) (Е. Маргулис — Е. Маргулис, Ольга Ципенюк)
5. «Джаз» (3:54)
6. «Сакура, катана, сакэ» (Е. Маргулис — А. Макаревич) (3:47)
7. «О.К.» (3:31)
8. «Неколыбельная» (3:00) (Е. Маргулис — А. Меламуд)
9. «Минк-Шминк» (Сидни Катнер, Лео Шакен) (3:03)
10. «Ангел» (Е. Маргулис — Е. Маргулис, Ольга Ципенюк) (6:08)

## Участники записи
- Евгений Маргулис — вокал, бас-гитара
- Михаил Клягин — гитара
- Михаил Владимиров — губная гармоника
- Евгений Лепендин — барабаны
- Леонид Каминер, Андрей Державин — Fender Rhodes
- Камерный оркестр «Kremlin» — струнные
- Андрей Старков — запись, сведение и мастеринг. Студия на Таганке